# Trentepohlia (Trentepohlia) estella
Trentepohlia (Trentepohlia) estella is een tweevleugelige uit de familie steltmuggen (Limoniidae). De soort komt voor in het Afrotropisch gebied.